# 克里夫蘭鎮區 (阿肯色州沃希托縣)
克里夫蘭鎮區（英語：Cleveland Township）是位於美國阿肯色州沃希托縣的一個行政鎮區。

## 地方資料
克里夫蘭鎮區的面積為42.88平方千米，當中陸地面積為42.86平方千米，而水域面積為0.02平方千米。根據2010年美國人口普查的數據，當地共有人口232人，而人口密度為每平方千米5.41人。